# Historia de la banca en China
La historia de la banca en China incluye la actividad de gestión de dinero y transacciones de crédito en China.

## China Imperial

### Primeros bancos chinos

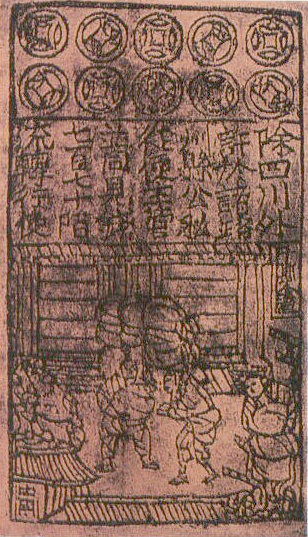
Jiaozi, el primer billete impreso en papel del mundo, una innovación de la era Song (960-1279).

Casas de cambio extranjeras llamadas guifang surgieron durante el apogeo de la dinastía Tang en China en los años 600, donde los comerciantes podían depositar fondos para su protección y emitir cheques que terceros podían cobrar por esos depósitos.
Para cuando comenzó la dinastía Song en 960, las instituciones financieras chinas realizaban todas las funciones bancarias principales, incluidas la aceptación de depósitos, otorgamiento de préstamos, emisión de billetes, cambio de dinero y remesas de dinero a larga distancia. En 1024, el estado emitió la primera moneda de papel en Sichuan.
Bajo la dinastía Ming en la década de 1440, la confianza en el dinero fiduciario se debilitó tanto que China abandonó el papel moneda de la Gran Nota del Tesoro Ming alrededor de 1445. Las dinastías Ming tardía y Qing retrocedieron al dinero mercancía en respuesta. La reforma fiscal de la sola cadena implementada por el Gran Secretario Zhang Juzheng en 1581, que obligaba al pago de impuestos en plata a granel, revitalizó el negocio de las casas de cambio.
Dos tipos principales de instituciones bancarias chinas tempranas son piaohao y qianzhuang. El primer sistema financiero privado a nivel nacional, llamado "bancos de giro" o piaohao (en chino tradicional, 票號; en chino simplificado, 票号) fue creado por los mercaderes de Shanxi durante la dinastía Qing. Las instituciones bancarias locales de menor escala llamadas qianzhuang (en chino tradicional, 錢莊; en chino simplificado, 钱庄), a menudo cooperaban más que competían con el Piaohao en el mercado financiero de China.
Debido a las debilidades estructurales del derecho tradicional chino, las instituciones financieras chinas se centraban principalmente en la banca comercial basada en relaciones familiares y personales cercanas, y su capital de trabajo se basaba principalmente en el flotante de transacciones financieras a corto plazo en lugar de depósitos a la vista a largo plazo. Los conceptos modernos de banca de consumo y reserva fraccionaria nunca se desarrollaron entre los bancos tradicionales chinos y fueron introducidos en China por banqueros europeos en el siglo XIX.
Una gran diferencia entre el piaohao y el qianzhuang era el hecho de que las compañías bancarias qianzhuang surgieron de los negocios de cambio de dinero conocidos como qianpu y se dedicaban a actividades típicas de los bancos, como ofrecer préstamos, cuentas de ahorro con intereses, y demás, mientras que el piaohao se dedicaba principalmente a facilitar el envío de remesas, es decir, el envío de dinero, a través del territorio chino.
Además, los qianzhuang tendían a ser operaciones muy locales y generalmente eran dirigidos solo por una sola familia o un grupo cercano de asociados, en contraste, el piaohao mantenía sucursales en toda China, lo que permitía que el dinero se ingresara en una sucursal y se retirara en otra, esencialmente "enviado", sin que se tuvieran que transportar arduamente taeles de plata física o cadenas de monedas de cobre bajo fuerte custodia, a través de grandes distancias que conllevaban muchos riesgos.

#### Piaohao

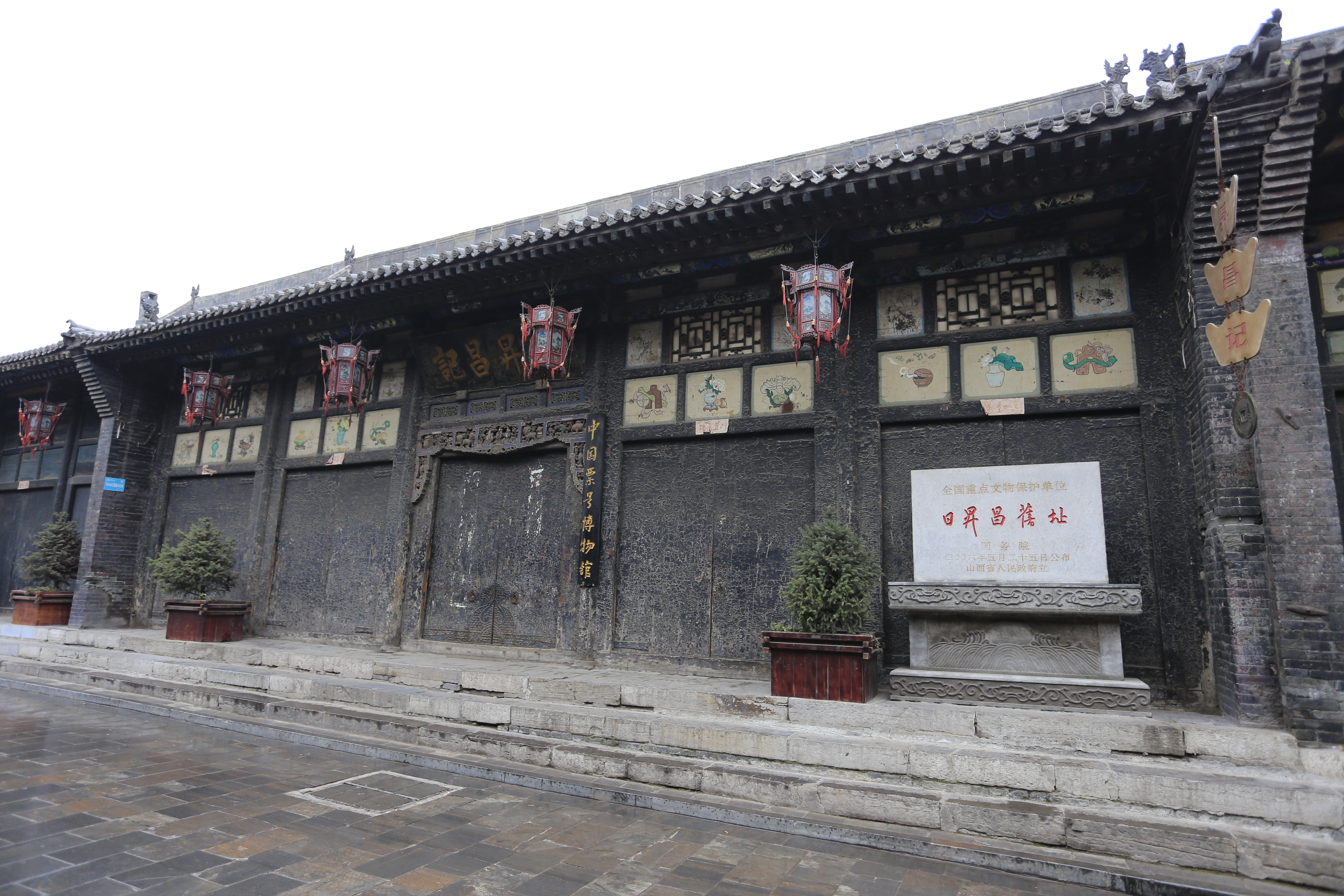
Rishengchang, el primer banco de giro en China

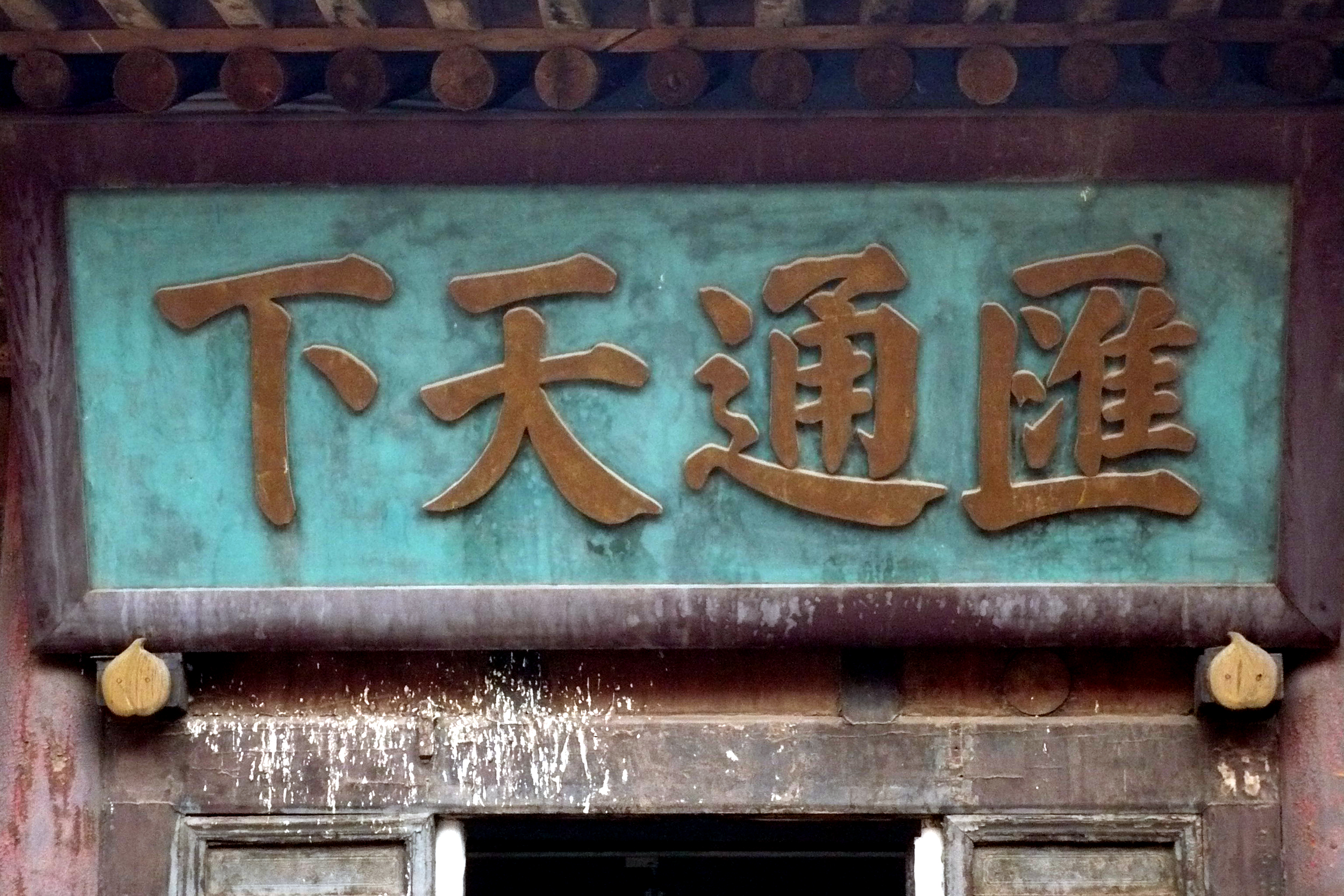
Placa real inscrita que dice "Intercambio financiero en todo el mundo", en Rishengchang, Pingyao

Una institución bancaria temprana en China se llamaba banco de giro o piaohao (票号) en chino, también conocidos como bancos de Shanxi porque eran propiedad principalmente de los mercaderes de Shanxi. El primer piaohao Rishengchang se originó en la compañía de tintorería Xiyuecheng de Pingyao en el centro de Shanxi. Para gestionar el traslado de grandes cantidades de efectivo de una sucursal a otra, la empresa introdujo giros, canjeables en las numerosas sucursales de la empresa en toda China. Aunque este nuevo método fue diseñado originalmente para transacciones comerciales dentro de la Compañía Xiyuecheng, se volvió tan popular que en 1823 el propietario abandonó el negocio de la tintorería por completo y reorganizó la empresa como una firma especial de remesas, Rishengchang Piaohao. En los siguientes treinta años, se establecieron once piaohao en la provincia de Shanxi, incluidas Pingyao y los condados vecinos de Condado de Qi, Taigu y Yuci. A finales del siglo XIX, treinta y dos piaohao con 475 sucursales estaban en funcionamiento, cubriendo la mayor parte de China, y la región central de Shanxi se convirtió en el centro financiero de facto de la China Qing.
Todos los piaohao se organizaban como propiedad única o sociedades, donde los propietarios asumían responsabilidad ilimitada. Se concentraban en remesas interprovinciales y, más tarde, en la prestación de servicios gubernamentales. A partir del Rebelión Taiping, cuando las rutas de transporte entre la capital y las provincias se cortaron, los piaohao comenzaron a involucrarse en la entrega de ingresos fiscales del gobierno. Los piaohao crecieron asumiendo un papel en el adelanto de fondos y la organización de préstamos extranjeros para los gobiernos provinciales, la emisión de billetes y la gestión de tesorerías regionales.

#### Qianzhuang

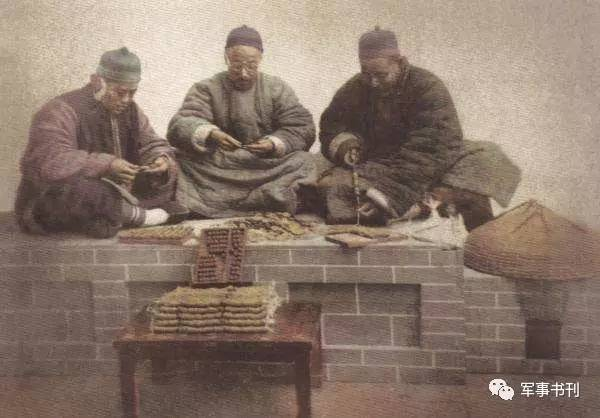
Qiánpù ensartando monedas de efectivo, que era un servicio típico ofrecido por los qianzhuang ("tiendas de dinero") en China imperial.

Independientemente de la red nacional de piaohao, existía una gran cantidad de pequeños bancos nativos, generalmente llamados qianzhuang. Estas instituciones aparecieron por primera vez en la región del Delta del Yangtsé, en Shanghái, Ningbo y Shaoxing. El primer qianzhuang se remonta al menos a mediados del siglo XVIII. En 1776, varios de estos bancos en Shanghái se organizaron en un gremio bajo el nombre de qianye gongsuo. En contraste con los piaohao, la mayoría de los qianzhuang eran locales y funcionaban como bancos comerciales realizando cambios de dinero locales, emitiendo billetes de efectivo, cambiando facturas y notas, y descontando para la comunidad empresarial local.
Los qianzhuang mantenían relaciones cercanas con los comerciantes chinos y crecieron con la expansión del comercio exterior de China. Cuando los bancos occidentales entraron por primera vez en China, emitieron "préstamos chop" (caipiao) a los qianzhuang, quienes luego prestaban este dinero a los comerciantes chinos que lo usaban para comprar bienes a empresas extranjeras. Se estima que había alrededor de 10,000 qianzhuang en China a principios de la década de 1890.
Hubo varios colapsos financieros en China durante los cuales un gran número de qianzhuang cerraron, los más grandes ocurrieron en los años 1883, 1910 y 1911. Poco a poco, los bancos qianzhuang tradicionales fueron reemplazados por bancos de crédito modernos en China, especialmente en Shanghái. Esto continuó sucediendo hasta bien entrado el período republicano. Los últimos bancos qianzhuang fueron nacionalizados en 1952 por el gobierno de la República Popular China.
Durante la década de 1990, los qianzhuang resurgieron en China continental, estos nuevos qianzhuang son compañías financieras informales que a menudo operan en los límites de lo legal. La actitud del gobierno hacia estos nuevos qianzhuang no es muy diferente de su actitud en la década de 1950.

### Entrada de bancos extranjeros
Bancos británicos y de otras naciones europeas entraron en China hacia mediados del siglo XIX para atender al creciente número de empresas comerciales occidentales. Los chinos acuñaron el término yinhang (銀行), que significa "institución de plata", para la palabra inglesa "bank". El primer banco extranjero en China fue la Corporación Bancaria Oriental (東藩匯理銀行), con sede en Bombay, que abrió sucursales en Hong Kong, Cantón y Shanghái en la década de 1840. Otros bancos británicos siguieron el ejemplo y establecieron sus sucursales en China una tras otra. Los británicos disfrutaron de un monopolio virtual sobre la banca moderna durante cuarenta años. La Hong Kong and Shanghai Banking Corporation (香港上海匯豐銀行), ahora HSBC, establecida en 1865 en Hong Kong, se convirtió más tarde en el banco extranjero más grande de China.
A principios de la década de 1890, el Deutsch-Asiatische Bank (德華銀行) de Alemania, el Yokohama Specie Bank (橫濱正金銀行) de Japón, el Banque de l'Indochine (東方匯理銀行) de Francia y el Russo-Asiatic Bank (華俄道勝銀行) de Rusia abrieron sucursales en China y desafiaron la supremacía británica en el mercado financiero chino. A finales del siglo XIX, había nueve bancos extranjeros con cuarenta y cinco sucursales en los puertos de tratados de China.
En ese momento, debido a tratados injustos, los bancos extranjeros disfrutaban de derechos extraterritoriales. También disfrutaban de un control completo sobre las remesas internacionales de China y la financiación del comercio exterior. Al no estar regulados por el gobierno chino, eran libres de emitir billetes para su circulación. También aceptaban depósitos de instituciones gubernamentales chinas y clientes privados chinos, y proporcionaban y recibían préstamos de qianzhuang.

### Bancos gubernamentales
Después del lanzamiento del Movimiento de auto-fortalecimiento, el gobierno Qing comenzó a iniciar grandes proyectos industriales que requerían grandes cantidades de capital. Aunque las instituciones financieras nacionales existentes proporcionaron suficiente crédito y facilidades de transferencia para apoyar el comercio interno y funcionaron bien con pequeñas empresas, no pudieron satisfacer las nuevas demandas financieras de China. China recurrió a los bancos extranjeros para obtener financiación a gran escala y a largo plazo. Tras una serie de derrotas militares, el gobierno Qing se vio obligado a pedir prestado a bancos extranjeros y sindicatos para financiar sus pagos de indemnizaciones a potencias extranjeras.
Se hicieron varias propuestas para una institución bancaria china moderna a partir de la década de 1860. Li Hongzhang, uno de los líderes del movimiento de auto-fortalecimiento, hizo serios esfuerzos para crear un banco conjunto chino-extranjero en 1885 y nuevamente en 1887.
El Banco Imperial de China (中國通商銀行), el primer banco moderno de China, abrió sus puertas en 1897. El banco se organizó como una firma de sociedad anónima. Adoptó los reglamentos internos de HSBC, y sus altos directivos eran profesionales extranjeros. Tras la proclamación de la República de China, el banco cambió su nombre en inglés a Banco Comercial de China en 1912. El nombre traducía con mayor precisión su nombre en chino y eliminaba cualquier vínculo con la dinastía Qing.
En 1905, se estableció el primer banco central de China, el Banco de la Junta de Ingresos (大清户部銀行). Tres años más tarde, su nombre se cambió a Gran Banco Gubernamental Qing (大清銀行). Destinado a reemplazar todos los billetes existentes, se le concedió a las notas del Banco Da Qing el privilegio exclusivo de ser utilizadas en todas las transferencias de fondos públicos y privados, incluidos los pagos de impuestos y liquidación de deudas. El Banco Da Qing también recibió el privilegio exclusivo de gestionar el tesoro estatal. La Junta de Ingresos, que controlaba la mayor parte de los ingresos del gobierno central, transfirió la mayoría de sus remesas fiscales a través del banco y sus sucursales. El gobierno confió al banco la transferencia del Impuesto de Excedente de Sal, los gastos diplomáticos, la gestión de préstamos extranjeros, el pago de indemnizaciones extranjeras y el depósito y transferencia del impuesto aduanero en muchos puertos de tratados.
Tras la Revolución Xinhai de 1911, el Banco Daqing fue renombrado como el Banco de China. Este banco sigue existiendo en la actualidad.
Otro banco gubernamental, el Banco de Comunicaciones (交通銀行), fue organizado en 1908 por el Ministerio de Correos y Comunicaciones para recaudar dinero para la redención del Ferrocarril Pekín-Hankou de contratistas belgas. El objetivo del banco era unificar la financiación de líneas de barco de vapor, ferrocarriles, así como instalaciones de telégrafo y correo.

### Bancos privados
El primer banco privado data de 1897, cortesía del emprendimiento de Shen Xuanhui. Tres bancos privados aparecieron a finales del período Qing, todos creados por empresarios privados sin financiamiento estatal. El Banco Xincheng se estableció en Shanghái en 1906, seguido por el Banco Comercial Nacional en Hangzhou al año siguiente, y el Banco Comercial y de Ahorros de Ningbo (四明銀行) en 1908. En ese año, el Ministerio de Ingresos emitió el Reglamento de Registro Bancario, que continuó en vigor mucho después de la caída de la dinastía Qing.[cita requerida]
Una gran parte del rentable negocio de remesas oficiales fue asumida por el Banco Daqing del piaohao. Los piaohao prácticamente desaparecieron tras la Revolución Xinhai en 1911.[cita requerida]
El mismo período vio el aumento del poder de los intereses privados en la banca moderna china y la concentración de capital bancario. En Shanghái, se establecieron los llamados "tres bancos del sur" (南三行). Estos fueron el Banco Comercial y de Ahorros de Shanghái (上海商業儲蓄銀行), el Banco Comercial Nacional (浙江興業銀行), y el Banco Industrial de Zhejiang (浙江實業銀行). Cuatro otros bancos, conocidos como los "cuatro bancos del norte" (北四行) emergieron más tarde. Estos fueron el Banco Comercial Yien Yieh (鹽業銀行), la Corporación Bancaria Kincheng (金城銀行), el Banco Continental (大陸銀行), y el Banco de China y del Mar del Sur (中南銀行). Los tres primeros fueron iniciados por funcionarios actuales y retirados del gobierno de Beijing, mientras que el último fue creado por un chino de ultramar.[cita requerida]

## República de China

### Incidente de suspensión de billetes
En 1916, el gobierno republicano en Pekín ordenó la suspensión de la conversión de billetes de papel a plata. Con el respaldo del Tribunal Mixto, la sucursal de Shanghái del Banco de China resistió con éxito la orden.[cita requerida]
Los estatutos del Banco de China se revisaron en 1917 para restringir la intervención gubernamental.

### Edad de Oro de la banca china
La década desde la Expedición del Norte hasta la segunda guerra sino-japonesa en 1937 ha sido descrita como una "década dorada" para la modernización de China, así como para su industria bancaria. Los bancos modernos chinos ampliaron el alcance de sus negocios, realizando préstamos industriales sindicados y ofreciendo préstamos a zonas rurales.
El gobierno nacionalista creó el Banco Central de China en 1928, con T. V. Soong como su primer presidente. El Banco de China fue reorganizado como un banco especializado en la gestión del mercado de divisas, mientras que el Banco de Comunicaciones se centró en el desarrollo de la industria.
Se creó la Oficina de Supervisión Financiera bajo el Ministerio de Finanzas, para supervisar los asuntos financieros.
Frente a la guerra inminente con Japón, el gobierno chino tomó el control de más del 70 por ciento de los activos de los bancos modernos chinos a través del notorio golpe bancario.
Los bancos modernos desempeñaron un papel significativo en China desde 1900 hasta 1930.

### Introducción del yuan nacional chino
El papel de los bancos no gubernamentales disminuyó considerablemente a medida que continuaba la era del gobierno nacionalista en China. A medida que crecía la inflación, solo los bancos gubernamentales podían atraer depósitos. Para 1945, solo el 2% de los depósitos estaban en manos de bancos privados.
Tras la zh, el gobierno de la República de China introdujo el zh (法幣, "moneda de curso legal"), desde noviembre de 1935 hasta diciembre de 1936, los tres bancos emisores oficialmente sancionados emitieron la nueva moneda de papel, el fabi se separó completamente del patrón plata. El gobierno central de la República de China promulgó estas reformas monetarias para limitar la emisión de moneda a tres grandes bancos controlados por el gobierno: el Banco de China (中國銀行), el Banco Central de China (中央銀行), el Banco de Comunicaciones (交通銀行), y más tarde el Banco de Agricultores de China (中國農民銀行). El pueblo chino estaba obligado por mandato gubernamental a entregar todas sus reservas de plata actuales a cambio del recién introducido fabi, esto se hizo principalmente por el gobierno para suministrar la plata que el gobierno chino debía a los Estados Unidos. El gobierno chino y el banco central fueron cuidadosos al realizar una liberación controlada de aproximadamente 2,000,000,000 de yuanes en nuevos billetes fabi, esto se hizo para prevenir la inflación, y el gobierno tomó muchas precauciones para distribuir estos billetes de manera gradual y justa. En los primeros meses posteriores a la emisión de los billetes fabi, el gobierno chino hizo esto para ver si el público chino confiaría en la nueva moneda unificada de China.

### Taiwán

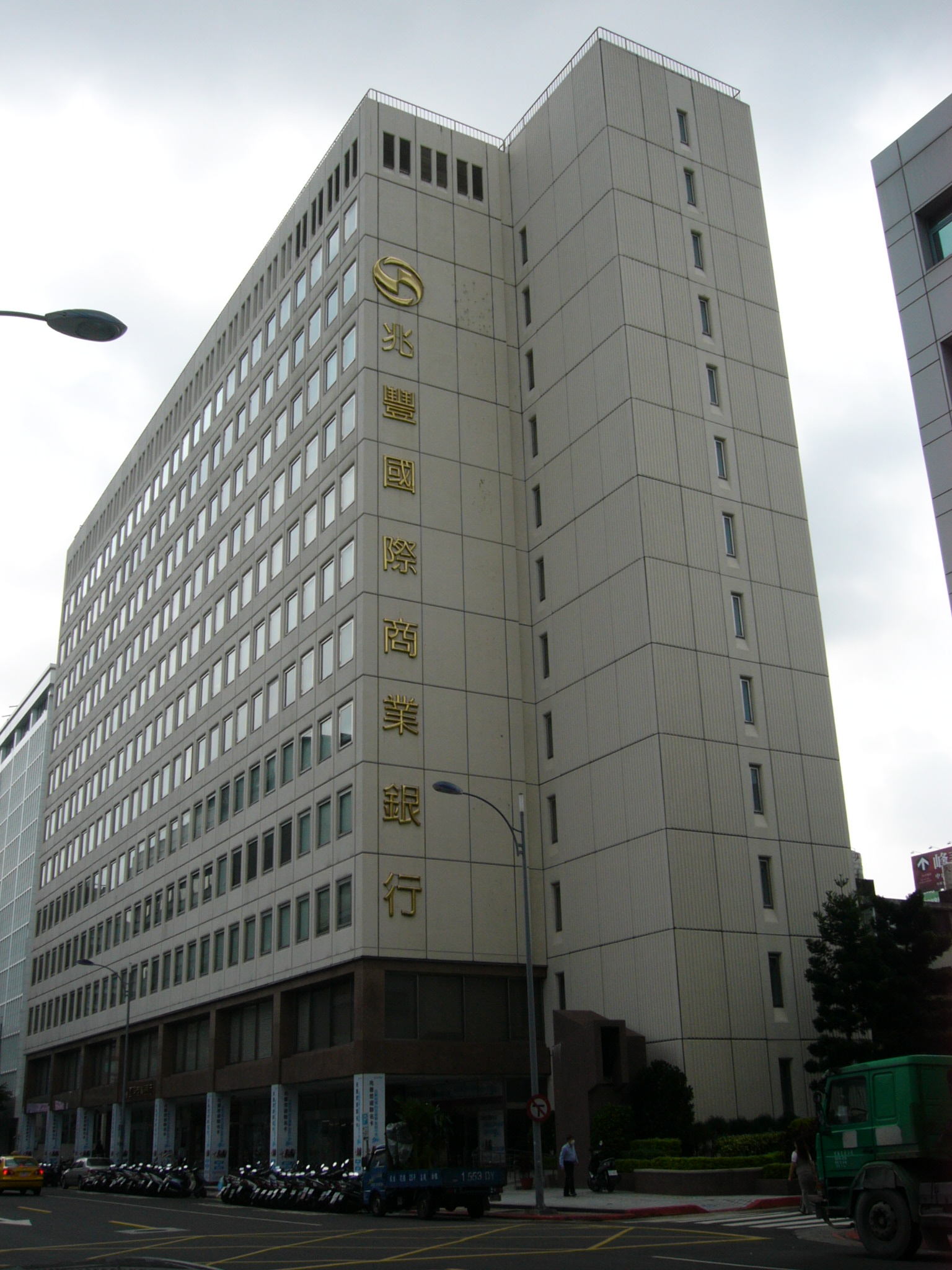
La oficina central del Banco Comercial Internacional Mega en 2010, el Banco Comercial Internacional Mega es un banco formado por la reprivatización del Banco de China y el Banco de Comunicaciones.

Tras la guerra civil china entre el Kuomintang y el Partido Comunista, la Oficina de Gestión General y el Banco de Comunicaciones acompañaron al gobierno de la República de China durante la su traslado a Taiwán. Las sucursales de los bancos chinos que permanecieron en China continental fueron nacionalizadas por el gobierno de la República Popular China y las sucursales del Banco de China y del Banco de Comunicaciones continuaron llamándose "Banco de China" y "Banco de Comunicaciones". Las sucursales de los bancos chinos en el extranjero continuaron sirviendo a los chinos de ultramar. Estas sucursales también aceptaban remesas y ayudaban al gobierno de la República de China a gestionar asuntos de adquisiciones extranjeras.
En el año 1960, se reabrió la Oficina de Gestión General del Banco de China en Taiwán, durante esta era la versión taiwanesa del Banco de China era un banco profesional para el comercio internacional y el cambio, y operaba como una corporación bancaria comercial general.
El 25 de octubre de 1971, la República Popular de China dirigida por el Partido Comunista reemplazó a la República de China en las Naciones Unidas tras la aprobación de la Resolución 2758. Para evitar que todos sus activos fueran transferidos por la fuerza al gobierno de la República Popular China, ya que se consideraba un "estado sucesor" que estaba "heredando China" de la aún existente República de China, el Banco de China en Taiwán fue renombrado como "Banco Comercial Internacional de China" (中國國際商業銀行), también conocido como el ICBC, que luego fue privatizado por el gobierno de la República de China.

## República Popular China
El ensayo de Mao Zedong de 1940 Sobre la nueva democracia declaró que en una China nueva y democrática, el estado "poseería los grandes bancos y las grandes empresas industriales".
El Banco Popular de China se formó en 1948 como la fusión del Banco Huabei, el Banco Beihai y el Banco del Noroeste de Agricultores. La fusión preveía que el Banco Popular de China funcionaría como el banco central del país y único banco comercial. El Banco Popular de China poseía el 93% de los activos financieros del país. Era el único proveedor de crédito, compensación de liquidaciones y servicios de cajero.

### Después de 1949
La Nacionalización y consolidación de los bancos del país recibieron la más alta prioridad en los primeros años de la República Popular, y la banca fue el primer sector en ser completamente socializado. En el período de recuperación tras la guerra civil china (1949–52), el Banco Popular de China actuó de manera muy eficaz para detener la inflación desenfrenada y llevar las finanzas de la nación bajo control central. Con el tiempo, la organización bancaria fue modificada repetidamente para adaptarse a las condiciones cambiantes y a las nuevas políticas.
El sistema bancario de la primera R.P.C. estaba altamente centralizado y se basaba en un puñado de instituciones estatales. Las regulaciones bancarias fueron adoptadas en su totalidad de las regulaciones bancarias soviéticas.
En 1950, el Banco de China se convirtió en una oficina del Banco Popular de China. De conformidad con las "Regulaciones sobre el Banco de China" de 1953, fue la única institución autorizada para manejar moneda extranjera y pagos internacionales. Era responsable de la gestión de las reservas de divisas del país, de organizar préstamos extranjeros, de establecer los tipos de cambio para la moneda china y de emitir cartas de crédito. El Banco de China tenía oficinas en Pekín y otras ciudades involucradas en el comercio exterior y mantenía oficinas en el extranjero en los principales centros financieros internacionales, incluidos Hong Kong, Londres, Nueva York, Singapur y Luxemburgo.
El Banco Agrícola fue creado en la década de 1950 para facilitar las operaciones financieras en las áreas rurales. El Banco Agrícola proporcionó apoyo financiero a las unidades agrícolas. Emitía préstamos, gestionaba las asignaciones estatales para la agricultura, dirigía las operaciones de las cooperativas de crédito rural y supervisaba en general los asuntos financieros rurales. El Banco Agrícola tenía su sede en Pekín y una red de sucursales en todo el país. Floreció a finales de la década de 1950 y mediados de la de 1960, pero languideció después hasta finales de la década de 1970, cuando las funciones y la autonomía del Banco Agrícola aumentaron sustancialmente para ayudar a promover una mayor producción agrícola. En la década de 1980 fue reestructurado nuevamente y se le otorgó una mayor autoridad para apoyar el crecimiento y la diversificación de la agricultura bajo el sistema de responsabilidad.
El Banco de Construcción del Pueblo gestionaba las asignaciones y préstamos estatales para la construcción de capital. Verificaba las actividades de los beneficiarios de los préstamos para asegurarse de que los fondos se utilizaran para el propósito de construcción designado. El dinero se desembolsaba en etapas a medida que avanzaba un proyecto. La política de reforma cambió la principal fuente de financiamiento para inversiones del presupuesto gubernamental a préstamos bancarios e incrementó la responsabilidad y actividades del Banco de Construcción del Pueblo.
Las cooperativas de crédito rural eran pequeñas organizaciones de ahorro y préstamo de propiedad colectiva que eran la principal fuente de servicios financieros a pequeña escala a nivel local en el campo. Manejaban depósitos y préstamos a corto plazo para familias campesinas individuales, aldeas y organizaciones cooperativas. Sujetas a la dirección del Banco Agrícola, seguían políticas bancarias estatales uniformes pero actuaban como unidades independientes para efectos contables. En 1985, las cooperativas de crédito rural tenían depósitos totales de ¥72,5 mil millones.
Durante la Revolución Cultural, el Banco Popular de China suspendió su servicio de banca comercial. En 1969, el Consejo de Estado aprobó la consolidación de la sede del Banco Popular de China como una oficina dentro del Ministerio de Finanzas. Las sucursales locales del Banco Popular de China se fusionaron en los departamentos de finanzas del gobierno local.
Durante la Reforma y Apertura, el gobierno chino creó una serie de instituciones financieras. En 1978, el Banco Popular de China se separó del Ministerio de Finanzas. A partir de ese año y hasta 1984, el Banco Popular de China comenzó a escindir sus funciones de banca comercial. En 1979, el Consejo de Estado aprobó la Propuesta del Banco Popular de China sobre la Reforma del Sistema Bancario de China. Esto resultó en la creación de la Administración Central Estatal de Divisas (SCAFE, por sus siglas en inglés), que gestionaba la pequeña cantidad de reservas extranjeras que China tenía en ese momento. SCAFE se convirtió en una subsidiaria del Banco Popular de China en 1983 y pasó a conocerse con su nombre actual, la Administración Estatal de Divisas (SAFE, por sus siglas en inglés).Durante la década de 1980, el sistema bancario se amplió y diversificó para satisfacer las necesidades del programa de reformas, y la escala de actividad bancaria aumentó drásticamente. Los nuevos procedimientos presupuestarios exigían que las empresas estatales remitieran al estado solo un impuesto sobre los ingresos y que buscaran fondos de inversión en forma de préstamos bancarios. Entre 1979 y 1985, el volumen de depósitos casi se triplicó y el valor de los préstamos bancarios aumentó un 260 por ciento. Para 1987, el sistema bancario incluía el Banco Popular de China, el Banco Agrícola de China, el Banco de China (que manejaba asuntos de divisas), el Banco de Inversión de China, el Banco Industrial y Comercial de China, el Banco de Construcción del Pueblo, el Banco de Comunicaciones, la Compañía de Seguros del Pueblo de China, cooperativas de crédito rural y cooperativas de crédito urbano.
A mediados de la década de 1980, el sistema bancario todavía carecía de algunos de los servicios y características que se consideraban básicos en la mayoría de los países. Las relaciones entre bancos eran muy limitadas, y el préstamo y endeudamiento entre bancos eran prácticamente desconocidos. Muy pocas personas usaban cuentas corrientes y no existían tarjetas de crédito. En 1986 se dieron los primeros pasos en algunas de estas áreas. Se crearon redes de préstamo y endeudamiento entre bancos en veintisiete ciudades a lo largo del Río Yangtsé y en catorce ciudades en el norte de China. Se crearon redes financieras interregionales para vincular bancos en once ciudades principales de toda China, incluidas Shenyang, Cantón, Wuhan, Chongqing y Xi'an, y también para vincular las sucursales del Banco Agrícola. La primera tarjeta de crédito china, la Tarjeta del Gran Muro, se introdujo en junio de 1986 para ser utilizada en transacciones de divisas. Otra innovación financiera en 1986 fue la apertura de las primeras bolsas de valores chinas desde 1949. Las pequeñas bolsas de valores comenzaron a operar de manera algo tentantiva en Shenyang, provincia de Liaoning, en agosto de 1986 y en Shanghái en septiembre de 1986.
A lo largo de la historia de la República Popular, el sistema bancario ha ejercido un control estricto sobre las transacciones financieras y la oferta monetaria. Todos los departamentos gubernamentales, unidades económicas de propiedad pública y colectiva, y organizaciones sociales, políticas, militares y educativas estaban obligadas a mantener sus balances financieros como depósitos bancarios. También se les instruyó a mantener en efectivo solo lo suficiente para cubrir los gastos diarios; todas las transacciones financieras importantes debían realizarse a través de los bancos. El pago de bienes y servicios intercambiados por las unidades económicas se realizaba debitando la cuenta de la unidad compradora y acreditando la de la unidad vendedora por el monto correspondiente. Esta práctica ayudaba efectivamente a minimizar la necesidad de moneda.
En 1993, Zhu Rongji pronunció un discurso en su calidad de gobernador del Banco Popular de China que sirvió como base para el posterior desarrollo de los bancos de políticas de China. Zhu explicó su visión de cómo debería estructurarse el sistema financiero de China, afirmando que el estado "debe establecer un sistema de instituciones financieras, bajo la supervisión del banco central, que consista principalmente en bancos de políticas nacionales y bancos comerciales estatales, pero que abarque una variedad de instituciones financieras[.]" Sus instituciones propuestas incluían un banco de exportación e importación, un sistema nacional de préstamo entre bancos, un mercado de papel a corto plazo y un mecanismo de tipo de cambio del renminbi basado en el tipo de mercado. Como escribe la investigadora Zongyuan Zoe Liu, "El poder económico contemporáneo del Partido y su influencia financiera se basan sustancialmente en las instituciones que Zhu imaginó en 1993. Quince años después, en 2008, los bancos de políticas y fondos soberanos de China emergieron en la escena financiera global como algunos de los mayores inversores institucionales del mundo, ejerciendo una influencia significativa sobre los mercados financieros y proyectando el poder del Partido en el extranjero."
En 2003, se estableció Central Huijin como el primer fondo soberano de China y se le asignó la misión de recapitalizar los bancos chinos.
Desde 1949, los líderes chinos han instado al pueblo chino a aumentar sus cuentas de ahorros personales para reducir la demanda de bienes de consumo y aumentar la cantidad de capital disponible para inversión. Pequeñas sucursales de bancos de ahorro estaban convenientemente ubicadas en todas las áreas urbanas. En el campo, los ahorros se depositaban en las cooperativas de crédito rural, que podían encontrarse en la mayoría de los pueblos y aldeas. En 1986, los depósitos de ahorro para todo el país totalizaban más de ¥223.7 mil millones.